# Kamperpoort (stadspoort)

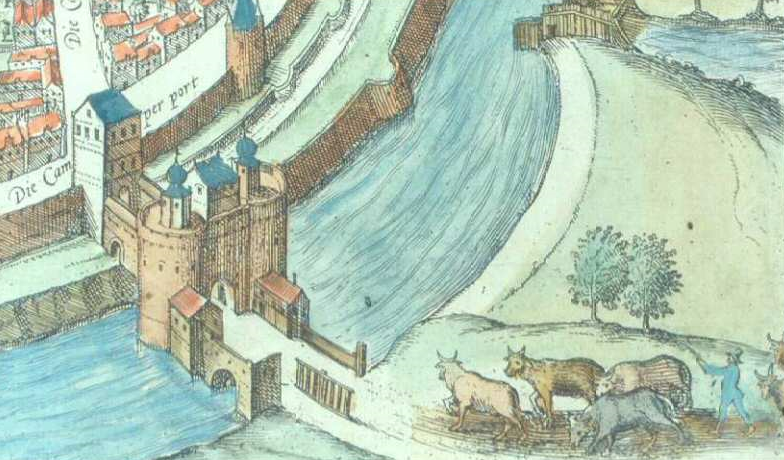
De Kamperpoort op een kaart uit 1630 van Guicciardini.

De Kamperpoort (ook: Voorsterpoort) is een voormalige stadspoort in de stadsmuur van Zwolle, bestaande uit een binnen- en een buitenpoort.
De poort werd voor het eerst vermeld in 1364. In 1482 werd de poort versterkt met twee grote ronde hoektorens. De woonwijk aan de overzijde van de stadsgracht is vernoemd naar de poort: Kamperpoort. Hier begon ook de weg naar Kampen en Kasteel Voorst.

In 1772 werd de binnenpoort afgebroken en in 1814 volgde de buitenste poort. Heden ten dage herinnert enkel nog een informatiebordje op de betreffende plek aan de Kamperpoort. Ook dankt de Kamperpoortenbrug, welke ongeveer op de oorspronkelijke locatie ligt, zijn naam aan de poort.
Poorten: Diezerpoort · Kamperpoort · Luttekepoort · Rode Toren · Sassenpoort · Steenpoort · Vispoort · Waterpoort

Bestaande torens: Pelsertoren · Wijndragerstoren · Zwanentoren